# 訃報 2018年3月
訃報 2018年3月（ふほう 2018ねん3がつ）では、2018年3月に物故した、又は物故が報じられた人物についてまとめる。

## (1日 - 15日)

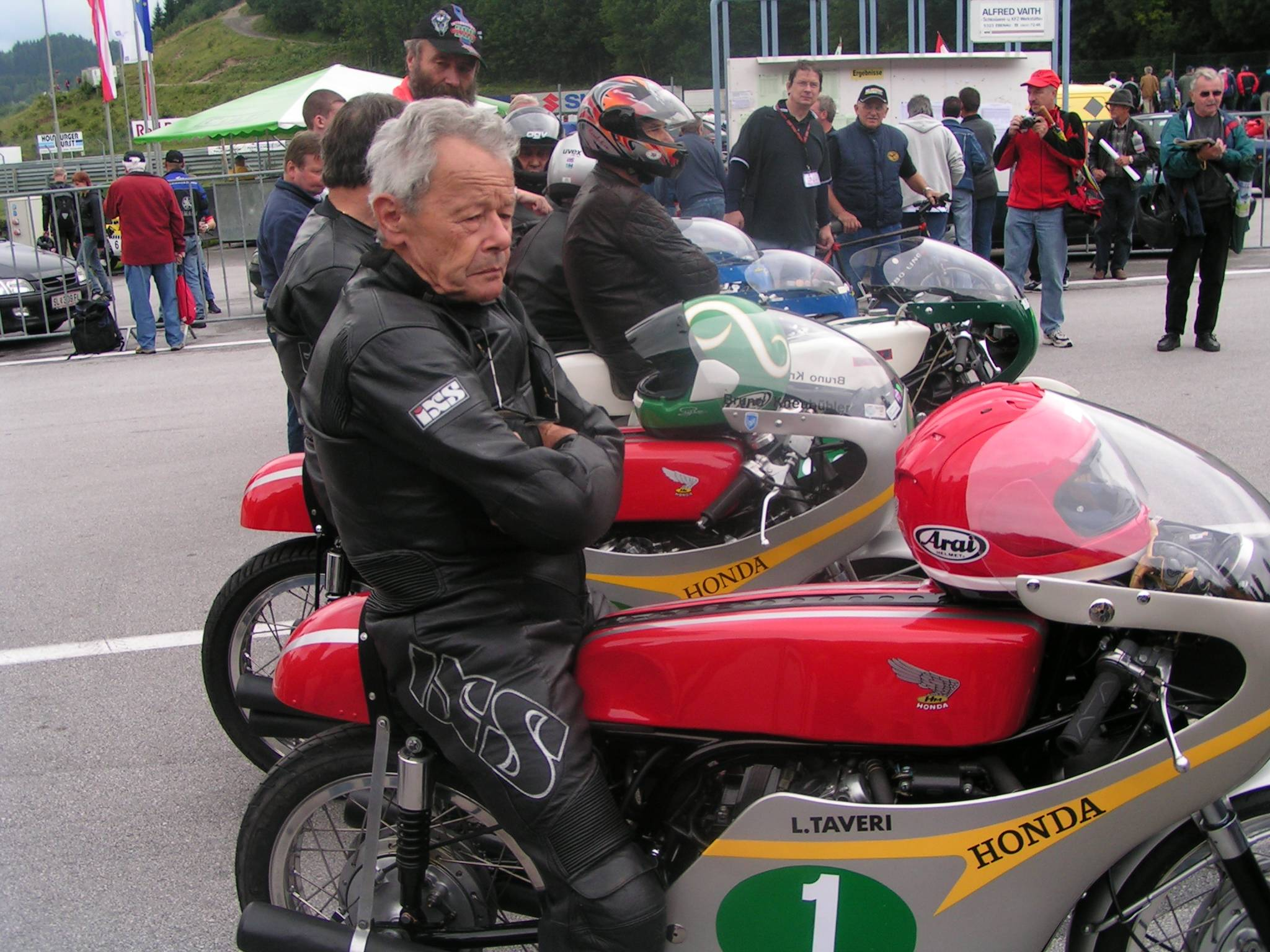
ルイジ・タベリ／3月1日没

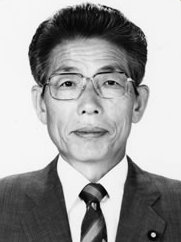
奥田幹生／3月2日没

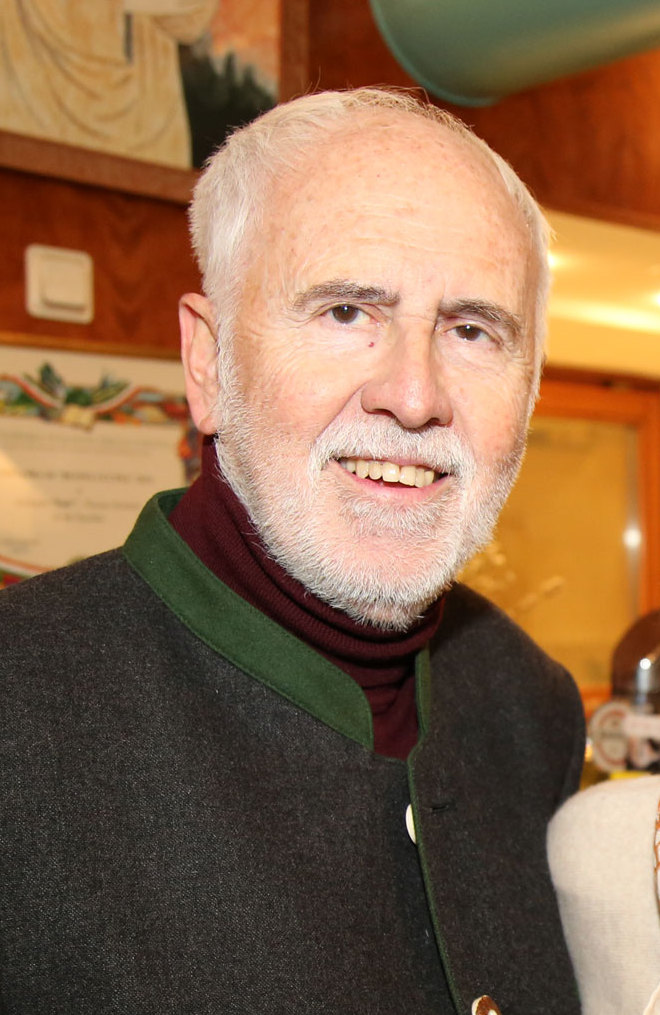
ヘスス・ロペス＝コボス／3月2日没

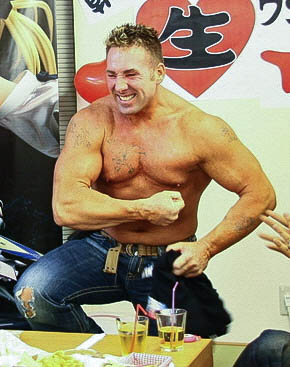
ビリー・ヘリントン／3月2日没

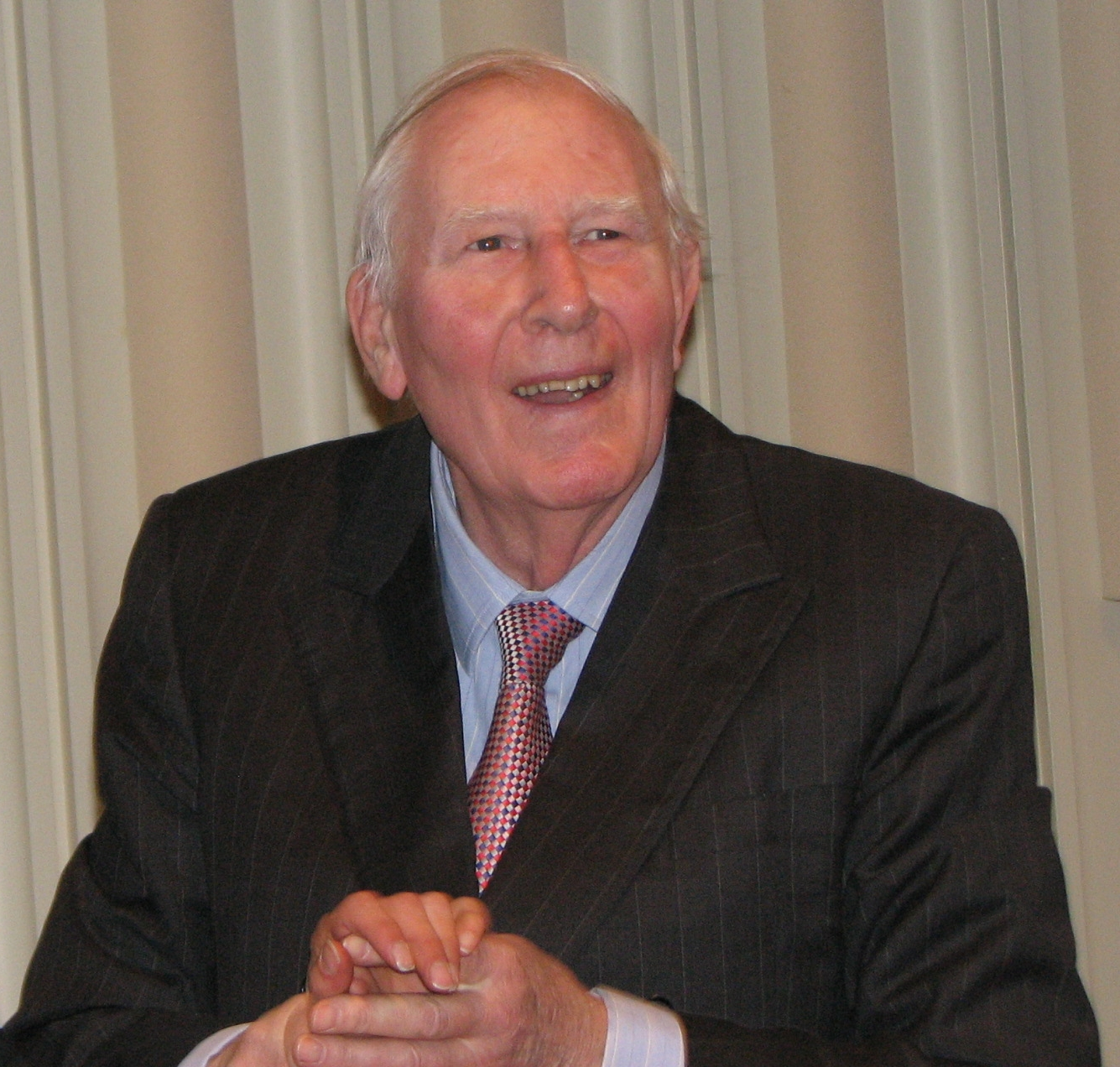
ロジャー・バニスター／3月3日没

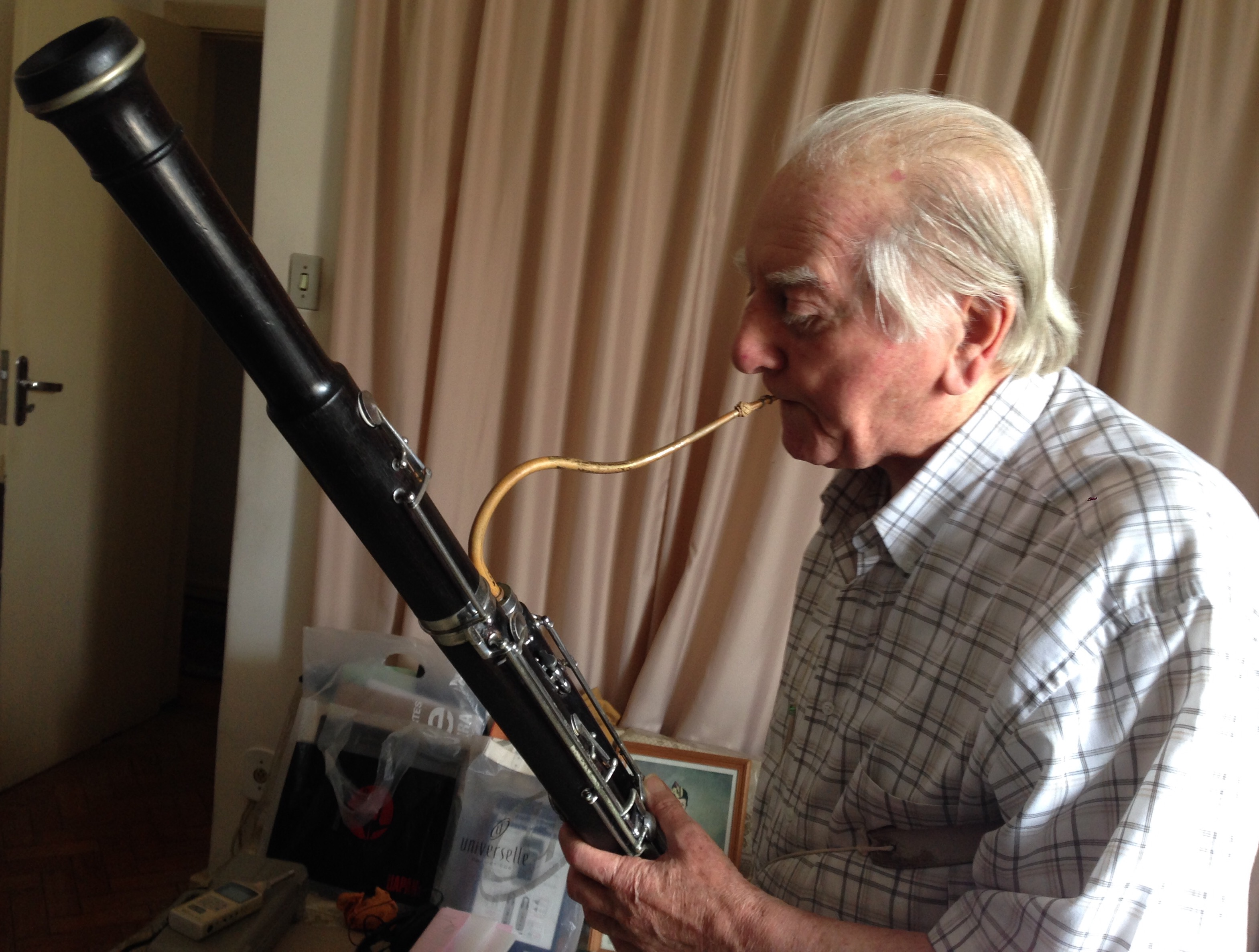
ノエル・ドヴォ／3月3日没

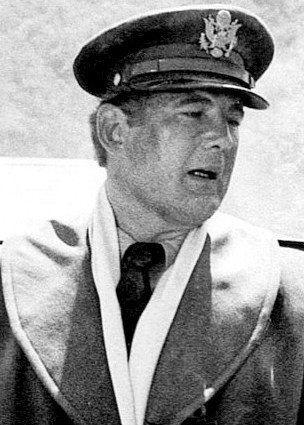
デヴィッド・オグデン・スティアーズ／3月3日没

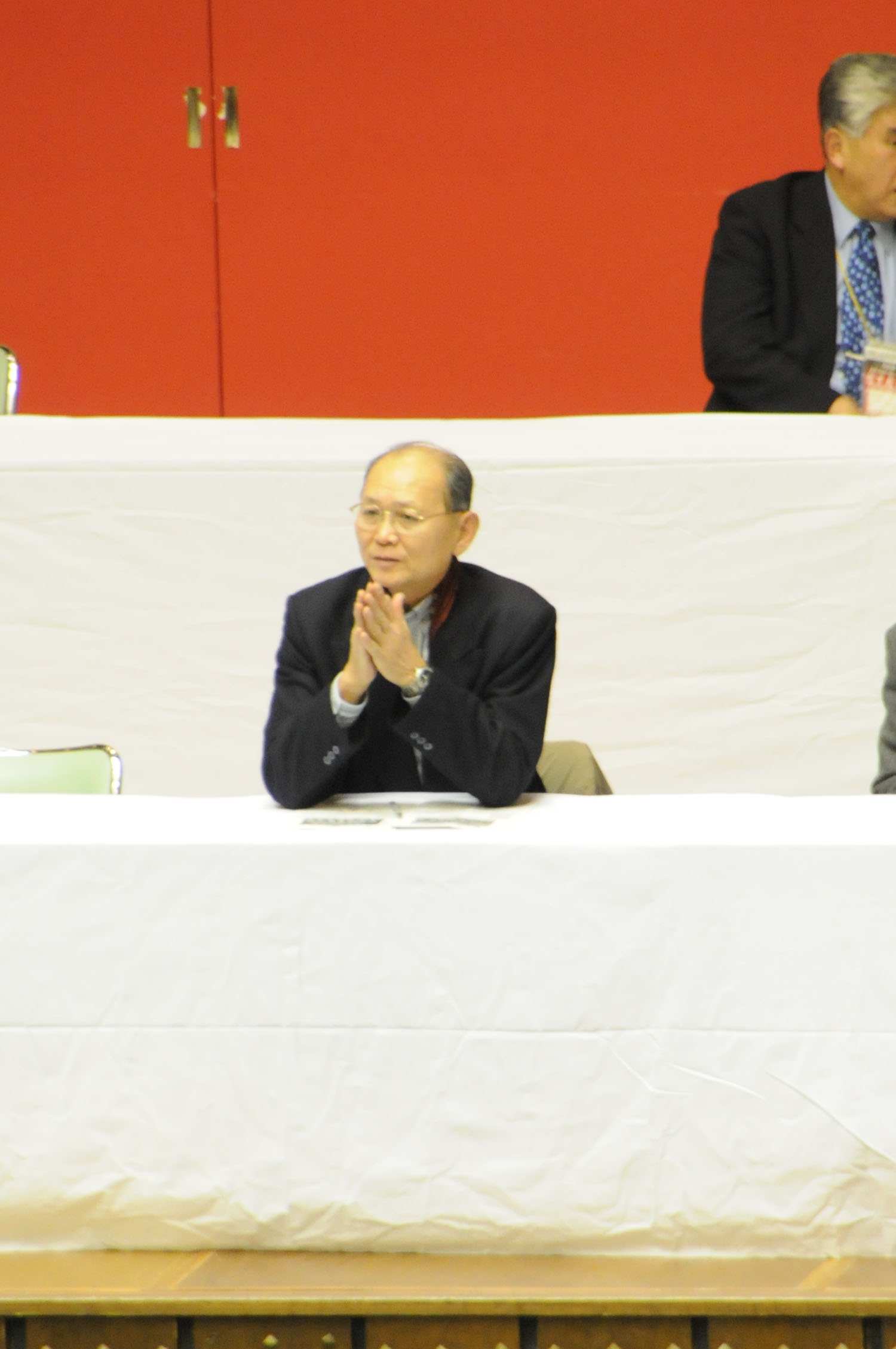
加藤廣志／3月4日没

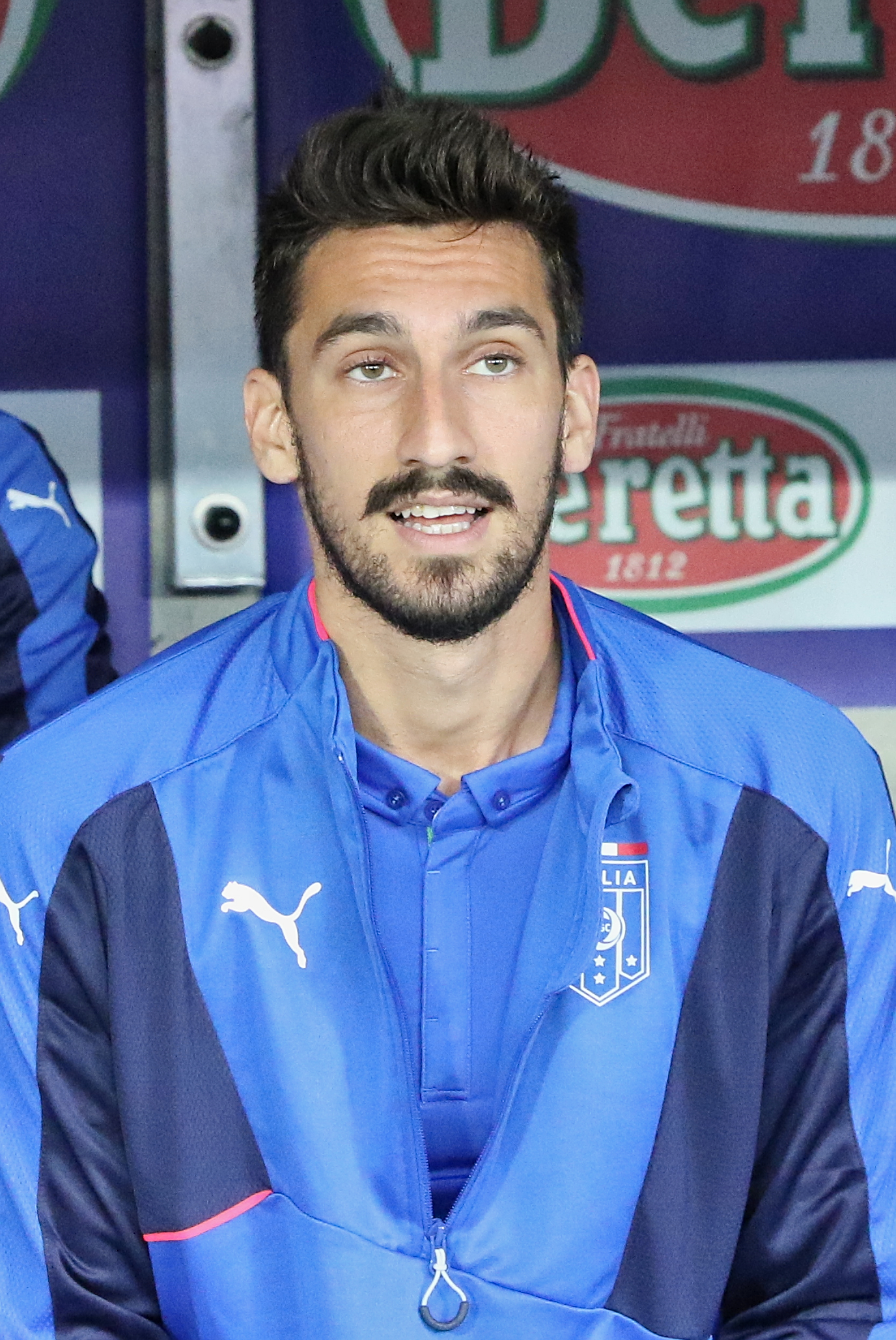
ダヴィデ・アストーリ／3月4日没

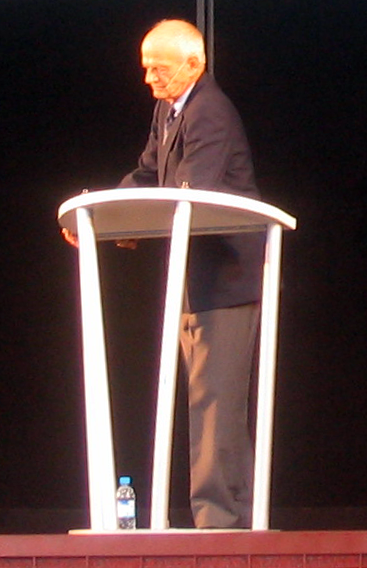
デレク・ビッカートン／3月5日没

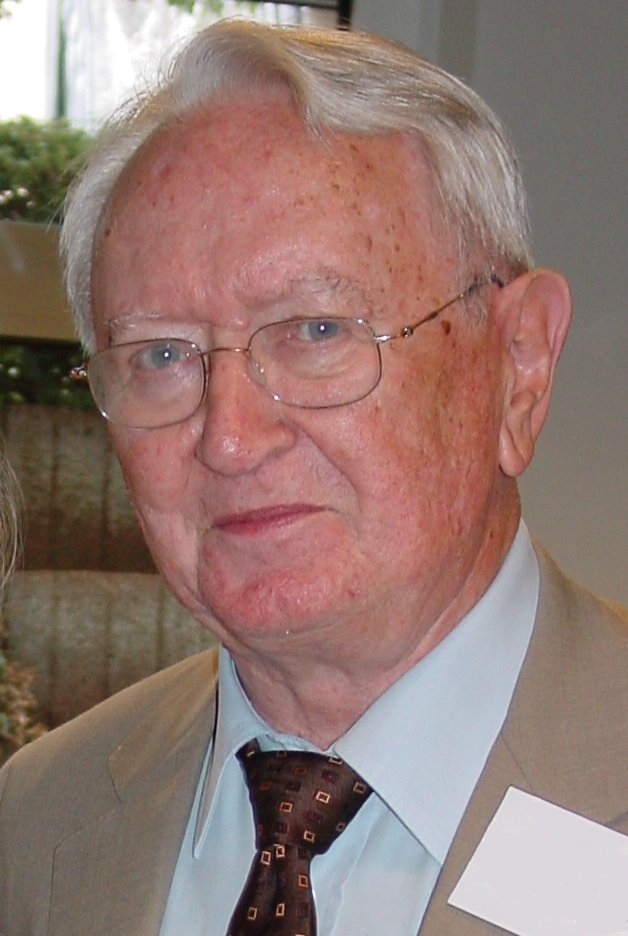
ヘルムート・マウハー／3月5日没

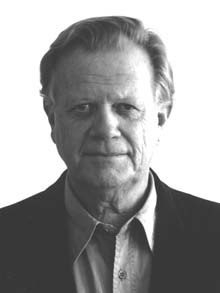
ヘイドン・ホワイト／3月5日没

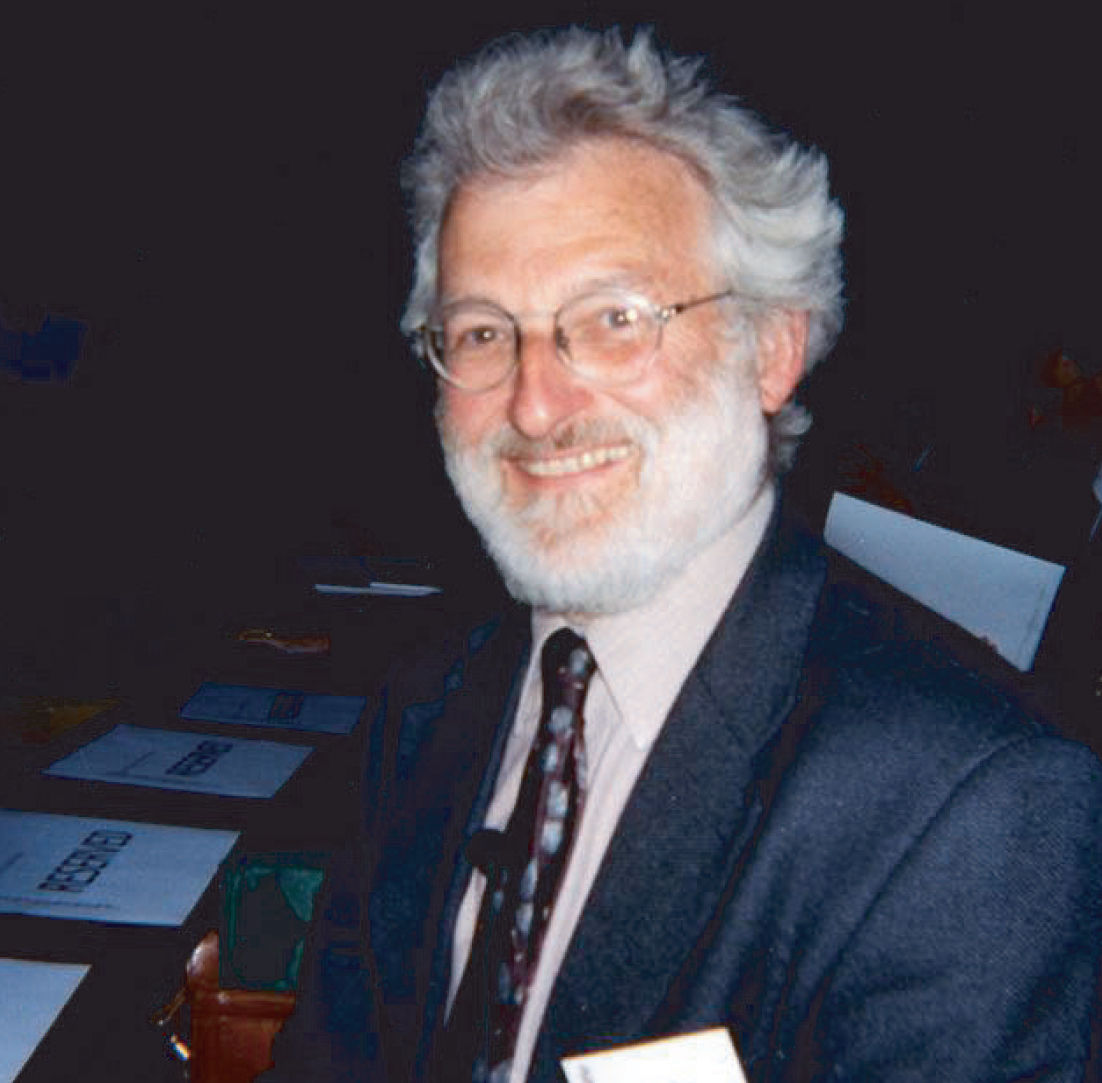
ジョン・サルストン／3月6日没

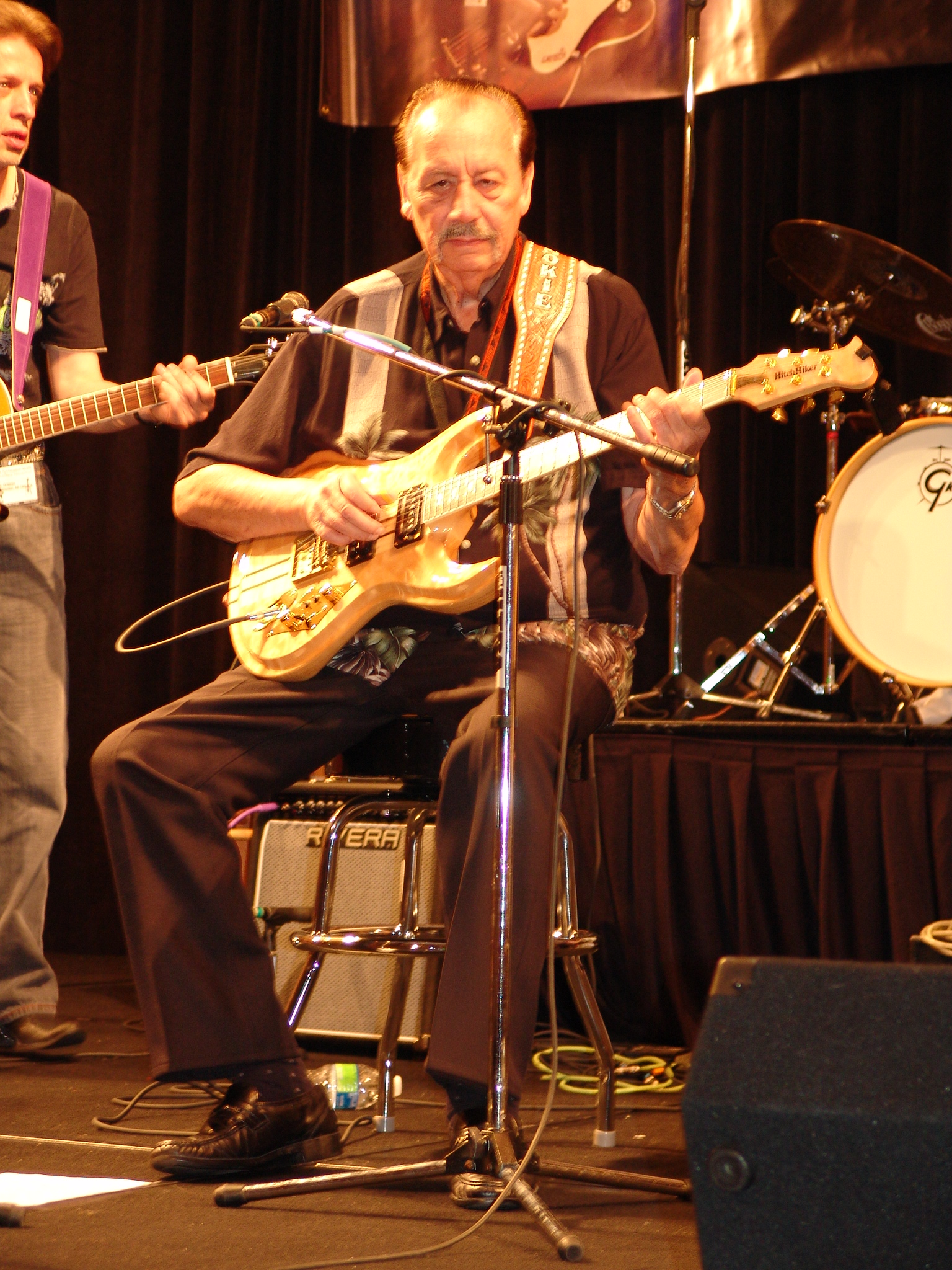
ノーキー・エドワーズ／3月12日没

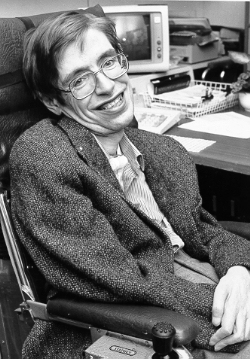
スティーヴン・ホーキング／3月14日没

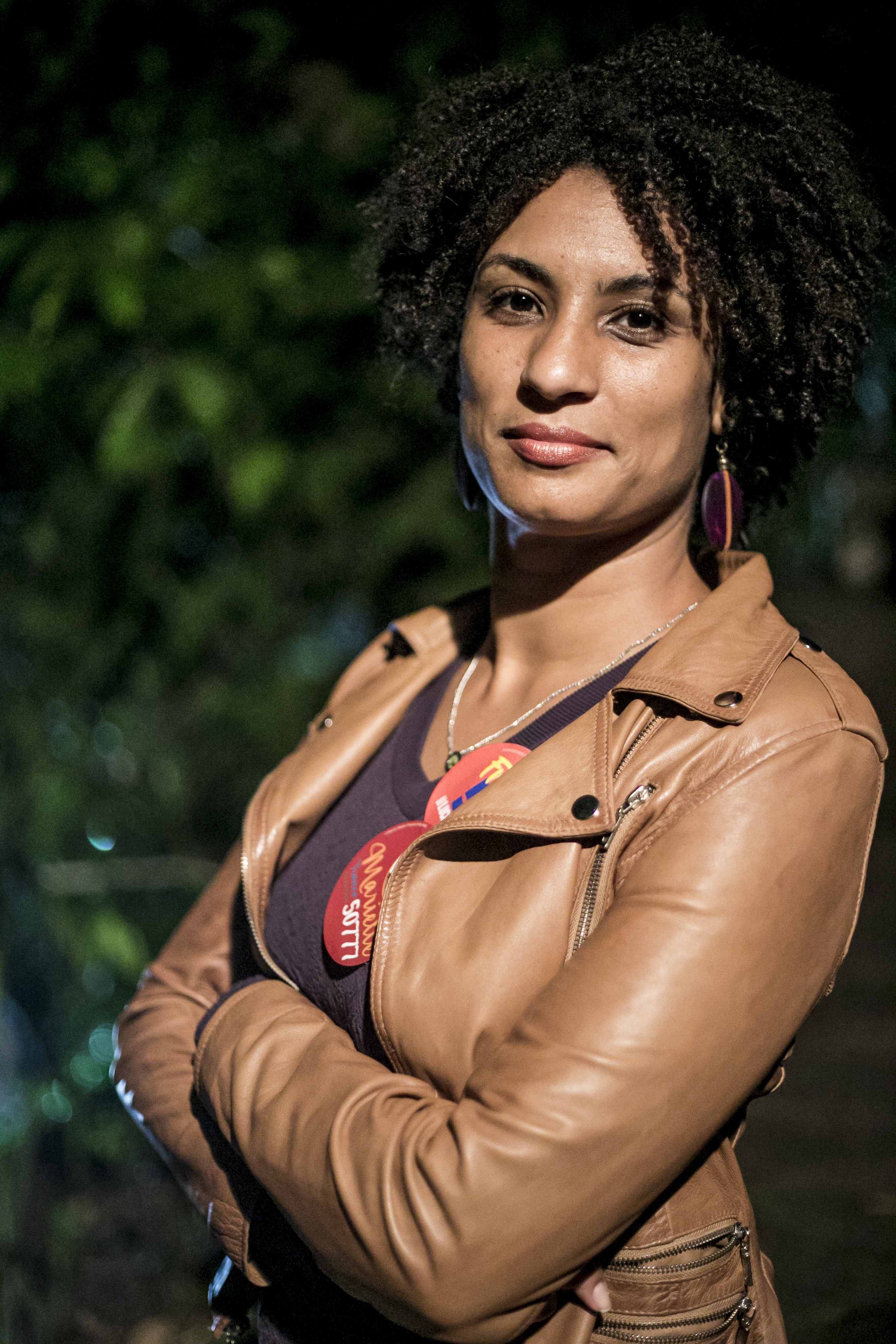
マリエル・フランコ／3月14日没

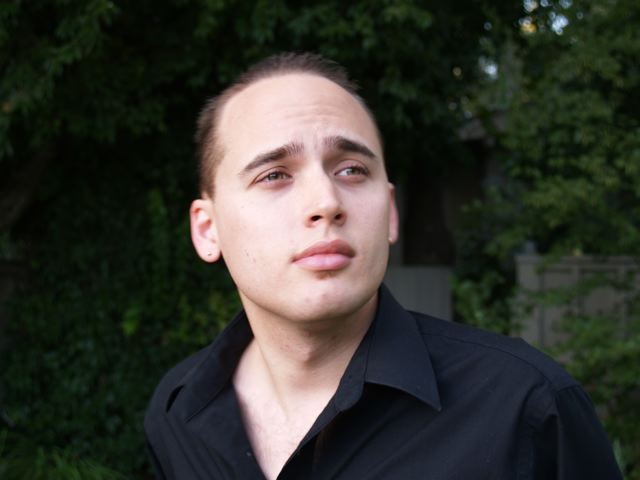
エイドリアン・ラモ／3月14日没

- 3月1日 - 佐藤行通、日本の僧侶、社会運動家（* 1918年）[1]
- 3月1日 - 廣瀬直人、日本の俳人（* 1929年）[2]
- 3月1日 - ルイジ・タベリ、スイスのオートバイレーサー（* 1929年）[3]
- 3月1日 - 古賀新一、日本の漫画家、劇画家（* 1936年）[4]
- 3月1日 - 梨本勝昭、日本の水産工学者、北海道大学名誉教授（* 1938年）[5]
- 3月1日 - 瀬戸口清文、日本の体操指導者、元大妻女子大学教授（* 1953年）[6]
- 3月2日 - 村井了、日本の実業家、元電源開発常務（* 1927年）[7]
- 3月2日 - 奥田幹生、日本の政治家、元自由民主党衆議院議員、第145代文部大臣（* 1928年）[8]
- 3月2日 - ヘスス・ロペス＝コボス、スペインの指揮者（* 1940年）[9]
- 3月2日 - サラムベク・カジエフ（ロシア語版）、ロシア・チェチェンの政治家、化学者、元チェチェン共和国国民復興政府議長（元首格）（* 1941年）[10]
- 3月2日 - サミー・スチュワート（英語版）、アメリカ合衆国の野球選手（* 1954年）[11]
- 3月2日 - ビリー・ヘリントン、アメリカ合衆国のポルノ男優（* 1969年）[12]
- 3月2日 - ライアン・アーカンド、カナダのストリートミュージシャン、YouTuber（* 1972年?）[13]
- 3月3日 - ジャック・ジェルネ（フランス語版）、フランスの中国学者、コレージュ・ド・フランス名誉教授（* 1921年）[14]
- 3月3日 - ロジャー・バニスター、イギリスの元陸上競技選手、神経科医師（* 1929年）[15]
- 3月3日 - ノエル・ドヴォ、フランス出身のブラジルのバッソン奏者（* 1929年）[16]
- 3月3日 - 倉橋重史、日本の社会学者、佛教大学名誉教授（* 1931年）[17]
- 3月3日 - ヴィルギリユス・ノレイカ、リトアニアのオペラ歌手（* 1935年）[18]
- 3月3日 - 古河潤之助、日本の実業家、古河家5代目当主、元古河電気工業社長・名誉顧問（* 1935年）[19]
- 3月3日 - デヴィッド・オグデン・スティアーズ、アメリカ合衆国の俳優、声優（* 1942年）[20]
- 3月3日 - 芦沢一明、日本の政治家、渋谷区議会議員（* 1966年）[21]
- 3月3日 - （遺体発見日）大野誠、日本の歌手、作詞家、北島三郎次男（* 1967年）[22]
- 3月4日 - 比留間一成、日本の詩人、教育研究者（* 1924年）[23]
- 3月4日 - ラッセル・ソロモン、アメリカ合衆国の実業家、タワーレコード創業者（* 1925年）[24]
- 3月4日 - 宮坂博敏、日本の政治家、元長野県更埴市長・元長野県千曲市長（* 1928年）[25]
- 3月4日 - 三浦不二夫、日本の歯科医師、東京医科歯科大学名誉教授（* 1926年）[26]
- 3月4日 - 坂本浩、日本の化学者、金沢大学名誉教授（* 1935年）[27]
- 3月4日 - 加藤廣志、日本の高等学校教員、バスケットボール指導者（* 1937年）[28]
- 3月4日 - セルゲイ・アジジアン、アルメニアのヴァイオリン奏者、デンマーク音楽アカデミー教授（* 1957年）[29]
- 3月4日 - 八幡幸一、日本の囲碁棋士（* 1969年）[30]
- 3月4日 - パトリック・ドイル（英語版）、イギリスのドラマー、ヴェロニカ・フォールズ（英語版）メンバー（* 1985年）[31]
- 3月4日 - ダヴィデ・アストーリ、イタリアのサッカー選手【フィオレンティーナ所属】、同国代表（* 1987年）[32]
- 3月5日 - デレク・ビッカートン、アメリカ合衆国の言語学者、ハワイ大学名誉教授（* 1926年）[33]
- 3月5日 - ウリ・ルブラニ（英語版）、イスラエルの外交官、交渉人、元非公式イラン大使（* 1926年）[34]
- 3月5日 - ヘルムート・マウハー、アメリカ合衆国の実業家、ネスレ名誉会長（* 1927年）[35]
- 3月5日 - ヘイドン・ホワイト、アメリカ合衆国の歴史家、文芸批評家、カリフォルニア大学サンタクルーズ校名誉教授（* 1928年）[36]
- 3月5日 - 平岡敏夫、日本の国文学者、詩人、元群馬県立女子大学学長（* 1930年）[37]
- 3月5日 - アンドレ・S・ラバルト、フランスの映画批評家、映画プロデューサー、映画監督、脚本家、俳優（* 1931年）[38]
- 3月5日 - トレバー・ベイリス（英語版）、イギリスの発明家、手回しラジオ発明者（* 1937年）[39]
- 3月5日 - ポール・マグリエル（英語版）、アメリカ合衆国のプロバックギャモン、ポーカープレイヤー（* 1946年）[40]
- 3月5日 - ジョン・カシオポ（英語版）、アメリカ合衆国の社会神経科学者、シカゴ大学教授（* 1951年）[41]
- 3月5日 - 向山貴彦、日本の小説家、翻訳家（* 1970年）[42]
- 3月5日 - シム・ジンボ（朝鮮語版）、大韓民国の俳優（* 1984年）[43]
- 3月6日 - 佐川峯、日本のバンドネオン奏者（* 1919年）[44]
- 3月6日 - 桑田敬治、日本の反応物理化学者、大阪大学名誉教授（* 1933年）[45]
- 3月6日 - 加藤芳宏、日本の実業家、瀬戸内海放送会長、宇高国道フェリー会長、元加藤汽船会長（* 1935年?）[46]
- 3月6日 - 石原伸司、日本の作家、元暴力団組長（* 1938年）[47]
- 3月6日 - ジョン・サルストン、イギリスの生物学者、ケンブリッジ大学教授、ノーベル生理学・医学賞受賞者（* 1942年）[48]
- 3月6日 - スティーブ・ストローター、アメリカ合衆国の野球選手（シアトル・マリナーズ、阪神タイガース）（* 1952年）[49]
- 3月6日 - 麻生香太郎、日本の音楽評論家、作詞家（* 1952年）[50]
- 3月6日 - 水原理枝子、日本の元バレーボール選手〈元ユニチカ貝塚所属、元日本女子代表選手〉（* 1956年）[51]
- 3月7日 - レイナルド・ビニョーネ、アルゼンチンの政治家、元大統領（* 1928年）[52]
- 3月7日 - 脇田修、日本の歴史学者、大阪大学名誉教授、元大阪歴史博物館長（* 1931年）[53]
- 3月7日 - 植松治雄、日本の医師、元日本医師会会長（* 1931年）[54]
- 3月7日 - 榛村純一、日本の政治家、元静岡県掛川市長（* 1934年）[55]
- 3月7日 - 中島宏、日本の陶芸家、人間国宝（* 1941年）[56]
- 3月7日 - 赤木俊夫、日本の財務官僚（* 1963年）[57]
- 3月8日 - ウィルソン・ハリス（英語版）、ガイアナの小説家、詩人、文明評論家（* 1921年）[58]
- 3月8日 - 大田萩枝、日本の医師、広島原爆被爆者（* 1922年）[59]
- 3月8日 - 鷲谷七菜子、日本の俳人（* 1923年）[60]
- 3月8日 - ミルコ・ケレメン、クロアチアの作曲家（* 1924年）[61]
- 3月8日 - 伊藤仙太郎、日本の政治家、元新潟県能生町長（* 1925年?）[62]
- 3月8日 - 久保田清、日本の政治家、元奈良県月ヶ瀬村長（* 1925年?）[63]
- 3月8日 - ケイト・ウィルヘルム、アメリカ合衆国の小説家（* 1928年）[64]
- 3月8日 - 広川秀夫、日本の分子遺伝学者、上智大学名誉教授（* 1930年）[65]
- 3月8日 - 福永正通、日本の吏員、元東京都清掃局長、元東京都副知事、元東京地下鉄副社長 （* 1942年）[66]
- 3月8日 - トーゴー・D・ウェスト・ジュニア、アメリカ合衆国の元軍人、政治家、元アメリカ合衆国退役軍人長官（* 1942年）[67]
- 3月8日 - ピーター・テンプル（英語版）、オーストラリア（南アフリカ共和国出身）の推理作家（* 1946年）[68]
- 3月8日 - サニー・アクパン、ナイジェリアのコンガ奏者、アフリカン・ヘッド・チャージ・メンバー（* 1948年）[69]
- 3月8日 - ビル・フラワーズ、アメリカ合衆国のベーシスト、チョコレート・ウォッチバンドメンバー（* 1960年）[70]
- 3月9日 - オスカー・グレーニング、ドイツの元軍人、元武装親衛隊隊員（* 1921年）[71]
- 3月9日 - 佐藤巧、日本の工学者、建築学者、建築史家。東北大学名誉教授（* 1922年）[72]
- 3月9日 - 野地二見、日本の実業家。元産経新聞社取締役、元日本工業新聞社副社長、同台経済懇話会常任幹事（* 1925年）[73]
- 3月9日 - 久保一士、日本の政治家、元愛媛県関前村長（* 1927年?）[74]
- 3月9日 - ゲイリー・バーデン（英語版）、アメリカ合衆国の美術家、音楽カバーアート作家（* 1933年）[75]
- 3月9日 - チョ・ミンギ、大韓民国の俳優（* 1965年）[76]
- 3月9日 - チョン・ジェソン（中国語版）、大韓民国のバドミントン選手（* 1982年）[77]
- 3月10日 - ユベール・ド・ジバンシィ、フランスのファッションデザイナー（* 1927年）[78]
- 3月10日 - ラルフ・ウォルドマン、ドイツのオートバイレーサー（* 1966年）[79]
- 3月11日 - 高橋幸信、日本の実業家、元東京商工リサーチ社長（* 1922年?）[80]
- 3月11日 - ケン・ドッド（英語版）、イギリスのコメディアン、シンガーソングライター（* 1927年）[81]
- 3月11日 - 牧野吉五郎、日本の教育学者、元弘前大学学長・名誉教授、元青森中央学院大学学長（* 1928年）[82]
- 3月11日 - ジークフリート・ラウヒ（ドイツ語版）、ドイツの俳優（* 1932年）[83]
- 3月11日 - 中瀬喜陽、日本の郷土史家、南方熊楠顕彰館名誉館長（* 1933年）[84]
- 3月11日 - ダニエレ・ロンバルディ、イタリアの現代音楽作曲家、ピアニスト（* 1946年）[85]
- 3月12日 - イヴァン・デイヴィス、アメリカ合衆国のピアニスト（* 1932年）[86]
- 3月12日 - オレグ・タバコフ（ロシア語版、英語版）、ロシアの俳優、演出家、舞台監督（* 1935年）[87]
- 3月12日 - ノーキー・エドワーズ、アメリカ合衆国のギタリスト、元ザ・ベンチャーズメンバー（* 1935年）[88]
- 3月12日 - ニコライ・グルシュコフ（英語版）、ロシアの元実業家、イギリスへの政治亡命者（* 1949年）[89]
- 3月12日 - 白石啓太、日本のパーカッショニスト（* 1959年）[90]
- 3月12日 - ケン・フラック、アメリカ合衆国のテニス選手、ソウルオリンピックダブルス金メダリスト（* 1963年）[91]
- 3月12日 - クレイグ・マック（英語版）、アメリカ合衆国のラッパー（* 1970年）[92]
- 3月13日 - T・ベリー・ブラゼルトン（英語版）、アメリカ合衆国の小児科学者、ハーバード大学医学大学院名誉教授（* 1918年）[93]
- 3月13日 - フィリップ・J・デイヴィス、アメリカ合衆国の数学者、ブラウン大学名誉教授（* 1923年）[94]
- 3月13日 - 金関恕、日本の考古学者、天理大学名誉教授（* 1927年）[95]
- 3月13日 - 藤田弘道、日本の実業家、元凸版印刷社長（* 1928年）[96]
- 3月13日 - 金吉旭、北朝鮮の工作員、辛光洙事件の実行犯（* 1928年?）[97]
- 3月13日 - ジミー・ワイズナー（英語版）、アメリカ合衆国のピアニスト、編曲家（* 1931年）[98]
- 3月13日 - 内田康夫、日本の作家（* 1934年）[99]
- 3月13日 - 鈴木健彦、日本の実業家、元常磐共同火力社長、元東京電力取締役（* 1934年?）[100]
- 3月13日 - 水井孝志、日本の実業家、元古河総合設備取締役（* 1936年?）[101]
- 3月13日 - 阿部誠也、日本の作家（* 1937年）[102]
- 3月13日 - イバノ・バッジオ（イタリア語版）、イタリアの実業家、アプリリア社長（* 1944年）[103]
- 3月13日 - クラウディア・フォンテイン（英語版）、アメリカ合衆国の歌手、バッキング・ヴォーカリスト（* 1960年）[104]
- 3月13日 - チャーリー・クインタナ（英語版）、アメリカ合衆国のドラマー、元ソーシャル・ディストーションメンバー（* 1962年）[105]
- 3月14日 - アルフレッド・クロスビー、アメリカ合衆国の歴史学者、テキサス大学オースティン校名誉教授（* 1931年）[106]
- 3月14日 - パレ・キャエルフ・シュミット（ドイツ語版）、デンマークの映画監督（* 1931年）[107]
- 3月14日 - 西山陽雄、日本の弁護士、元日本弁護士連合会副会長、元福岡県弁護士会会長（* 1935年?）[108]
- 3月14日 - スティーヴン・ホーキング、イギリスの理論物理学者（* 1942年）[109]
- 3月14日 - リアム・オフリン（英語版）、アイルランドのイリアン・パイプス奏者、プランクシティ（英語版）メンバー（* 1945年）[110]
- 3月14日 - ルーベン・ガルバン（スペイン語版）、アルゼンチンのサッカー選手、元サッカーアルゼンチン代表（* 1952年）[111]
- 3月14日 - ナレンドラ・ジャー（英語版）、インドの俳優（* 1962年）[112]
- 3月14日 - マリエル・フランコ、ブラジルの政治家、リオデジャネイロ市議会議員（* 1979年）[113]
- 3月14日 - エイドリアン・ラモ、アメリカ合衆国のハッカー、ジャーナリスト（* 1981年）[114]
- 3月15日 - ラリー・クン（英語版）（呉啓光）、カナダのアジア系最初のNHLアイスホッケー選手（* 1923年）[115]
- 3月15日 - 富森叡児、日本のジャーナリスト、元朝日新聞社常務（* 1928年）[116]
- 3月15日 - エド・チャールズ（英語版）、アメリカ合衆国の野球選手（* 1933年）[117]
- 3月15日 - フランツ・オーベルヴィンクラー、ドイツの菌学者、テュービンゲン大学教授（* 1939年）[118]
- 3月15日 - カールトン・ゲイリー（英語版）、アメリカ合衆国のシリアルキラー、死刑囚（* 1950年）[119]
- 3月15日 - 黄文攀（英語版）、中華人民共和国の水泳選手、リオデジャネイロパラリンピック50m自由形、50m平泳ぎ、200m自由形、150m個人メドレー金メダリスト（* 1995年）[120]

## (16日 - 31日)

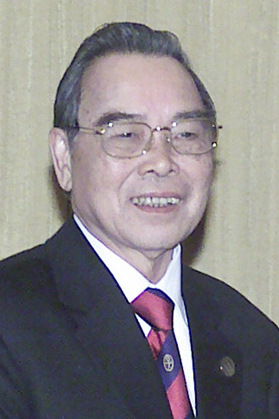
ファン・ヴァン・カイ／3月17日没

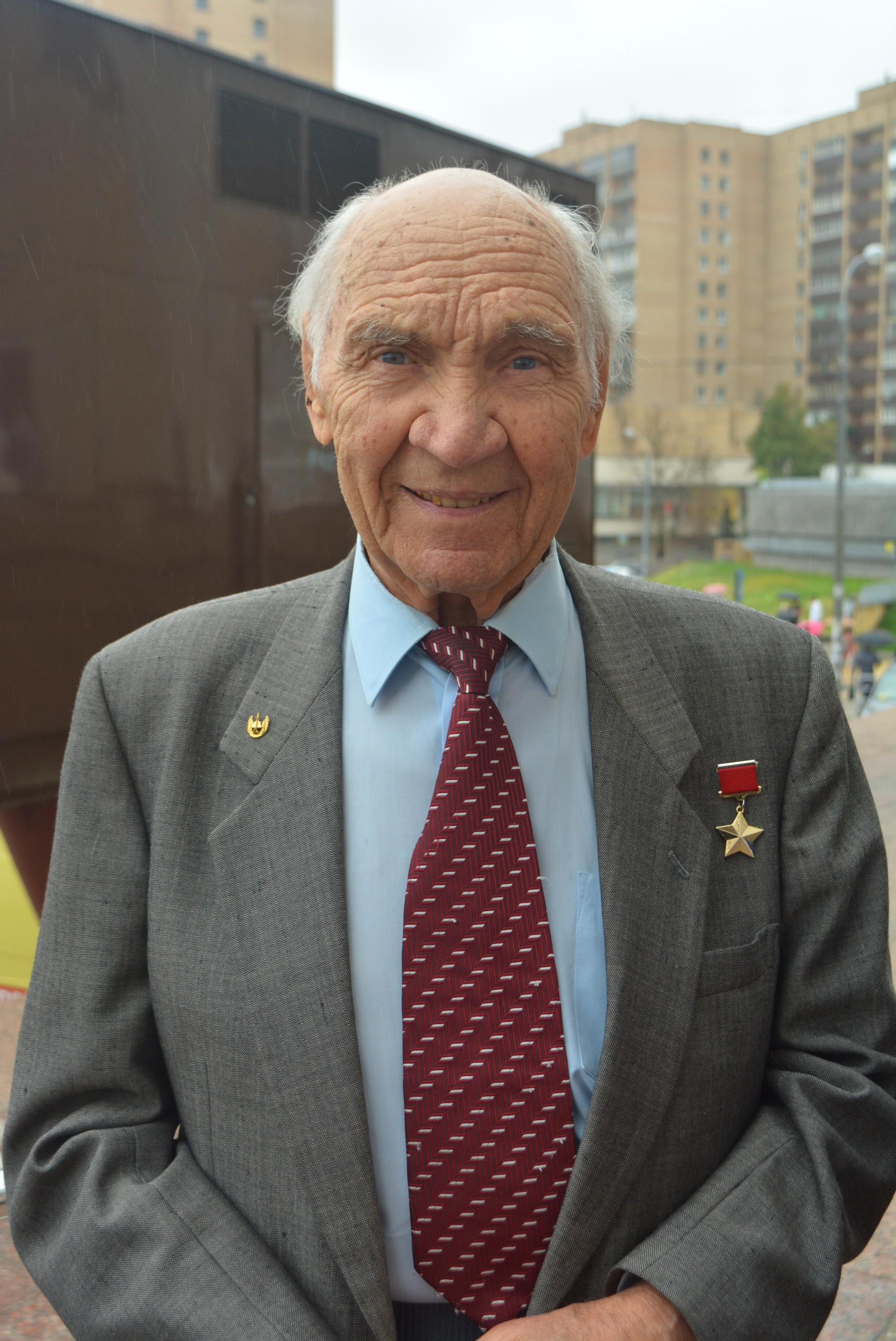
ゲオルギー・モソロフ／3月18日没

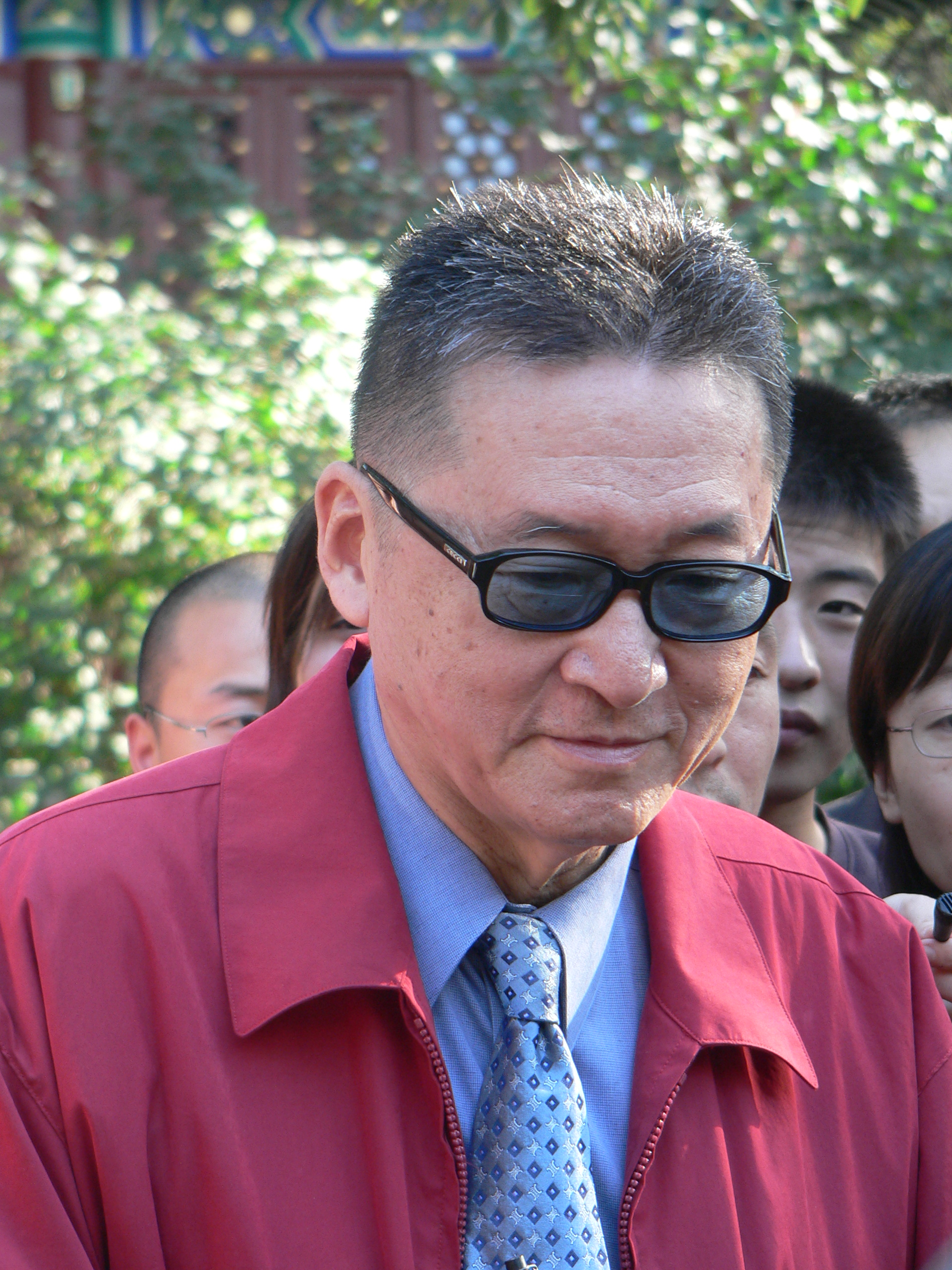
李敖／3月18日没

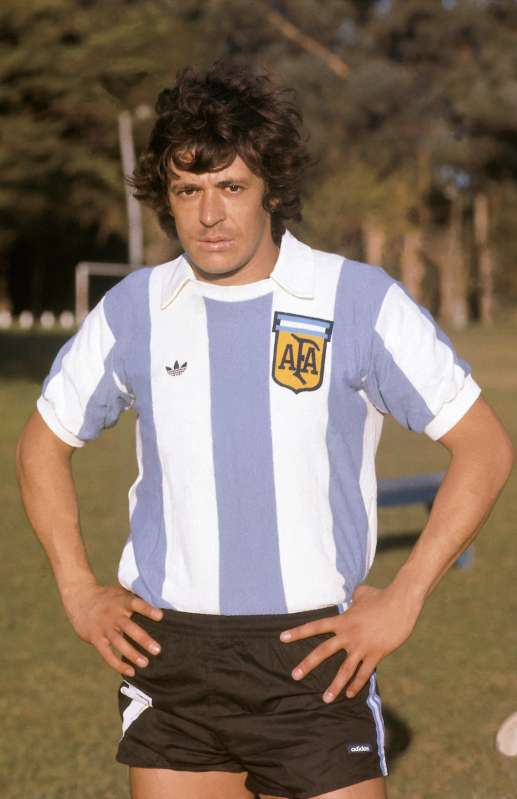
レネ・オウセマン／3月22日没

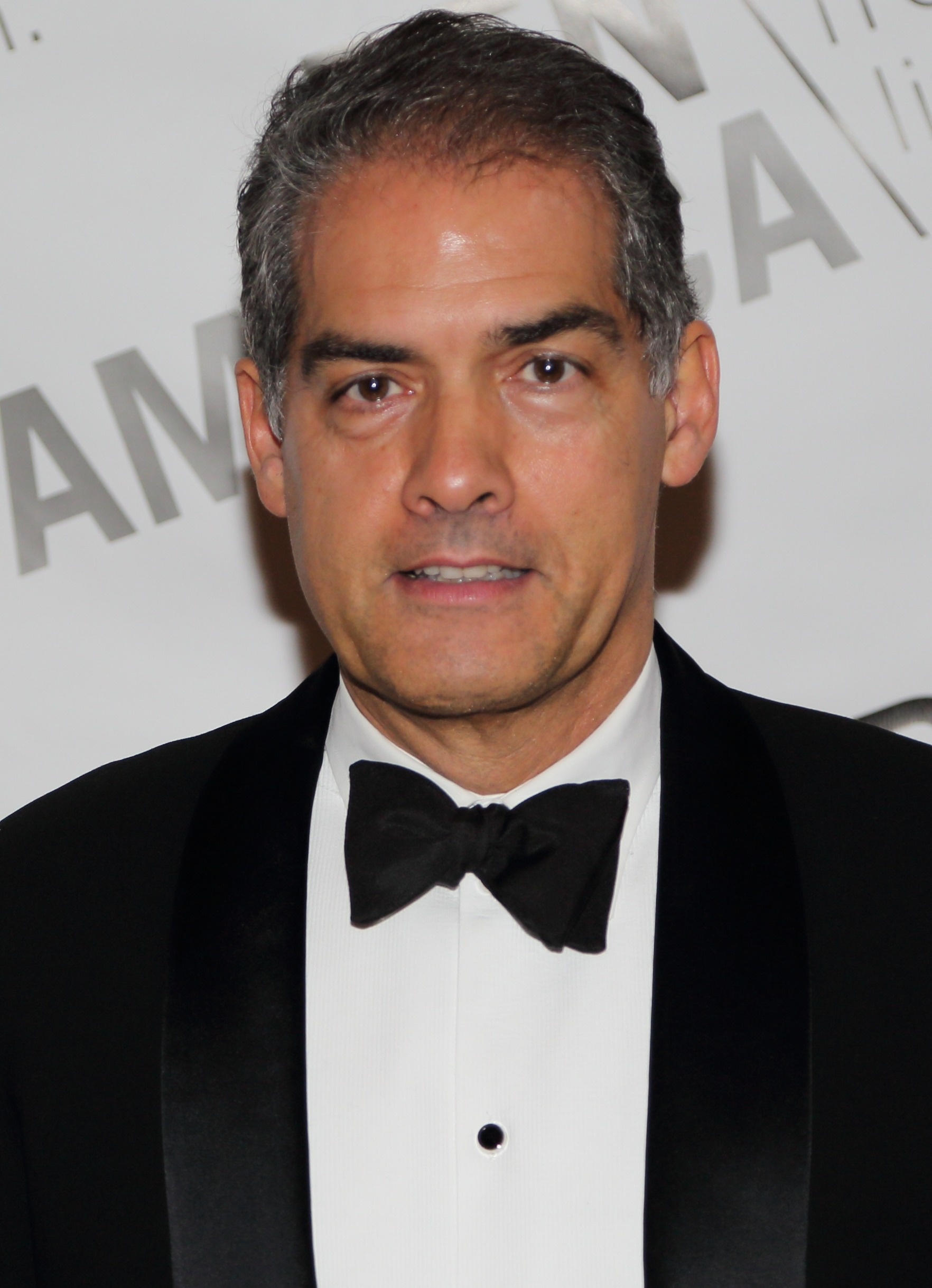
フィリップ・カー／3月23日没

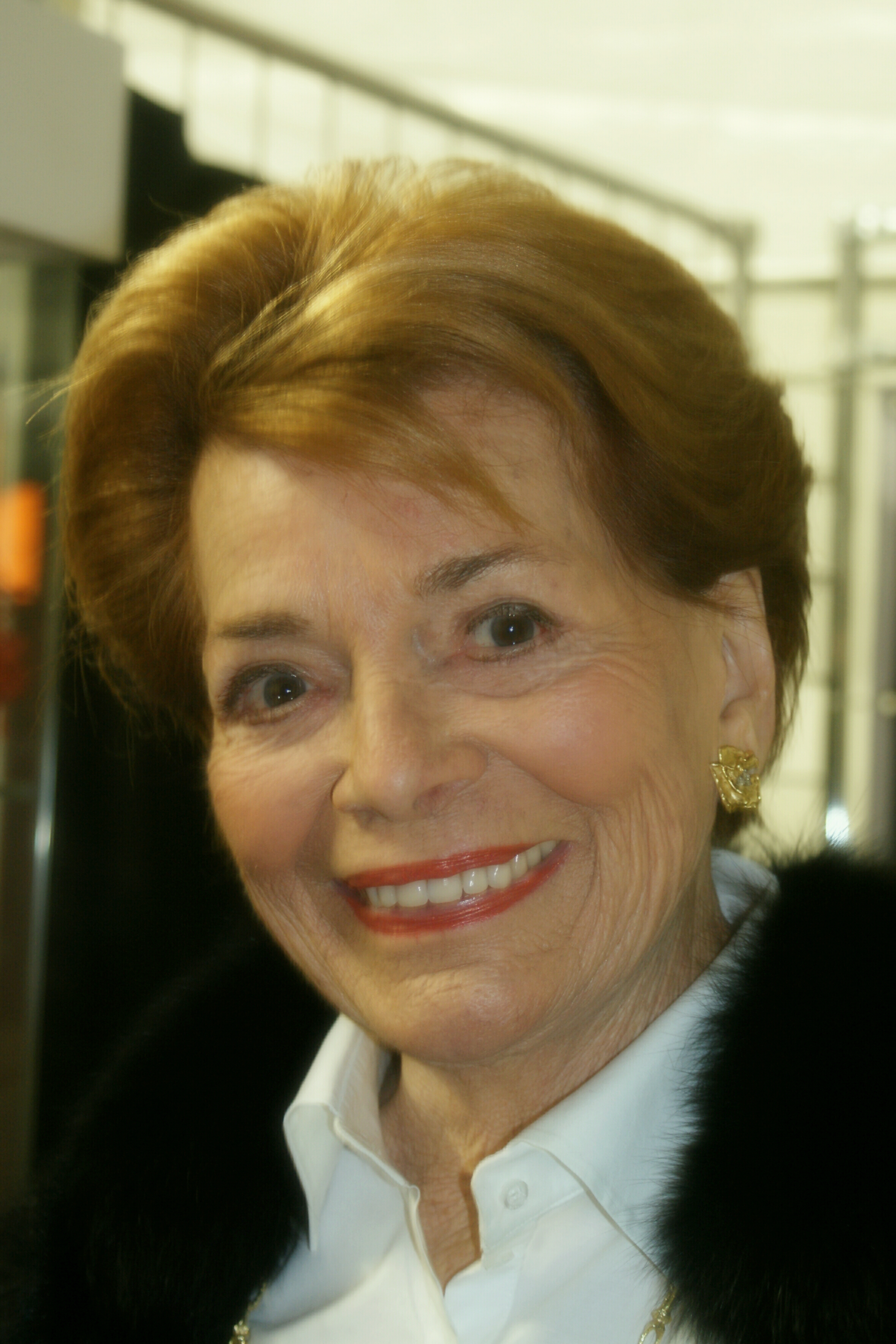
リス・アシア／3月24日没

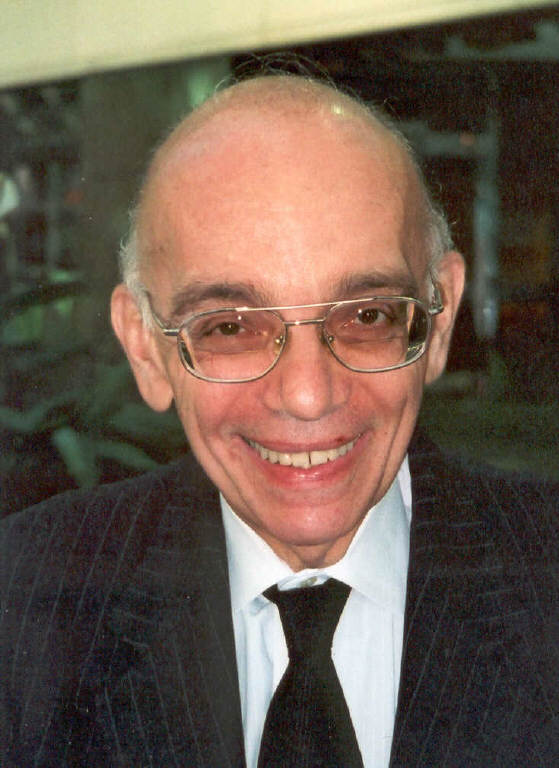
ホセ・アントニオ・アブレウ／3月24日没

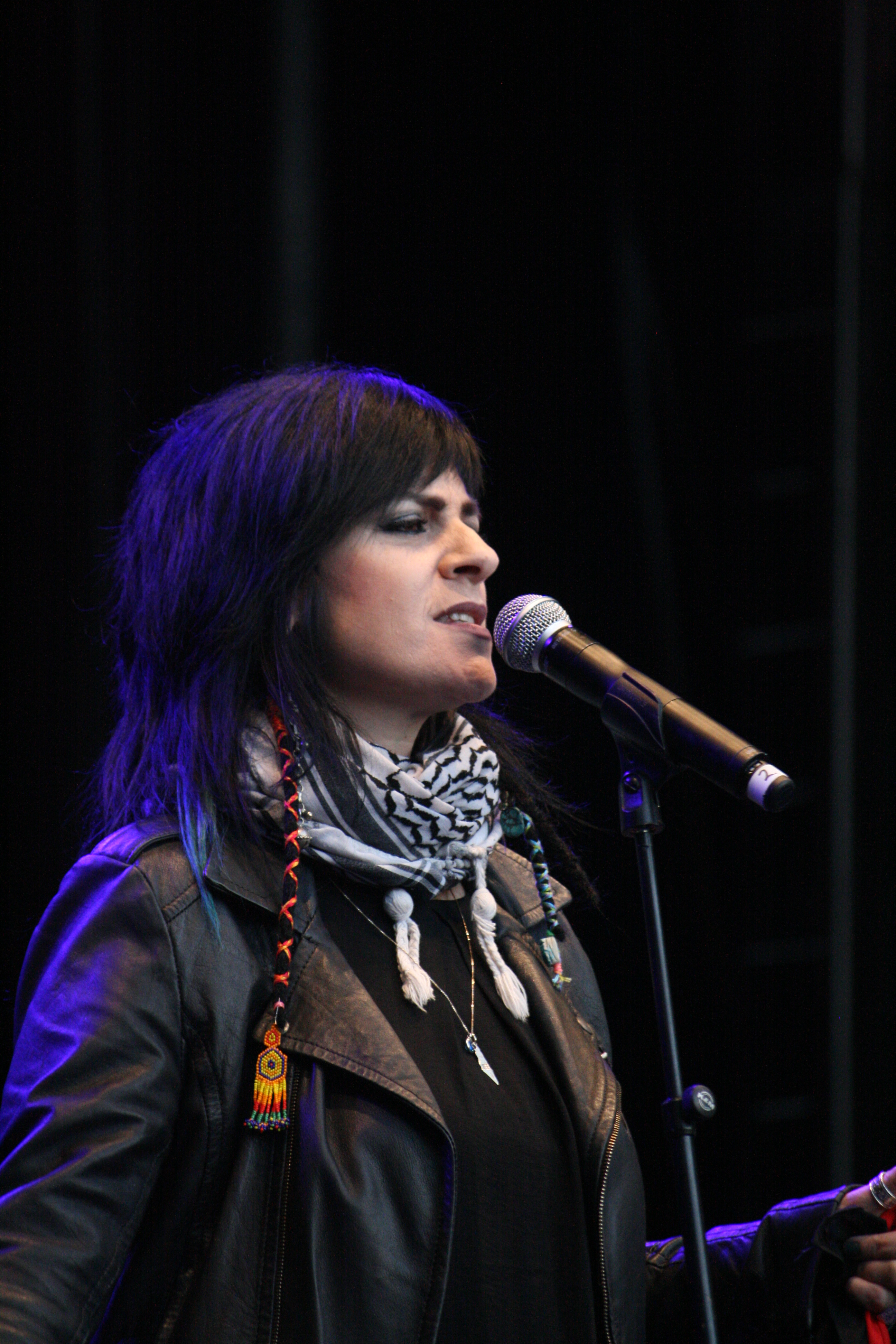
リム・バンナ／3月24日没

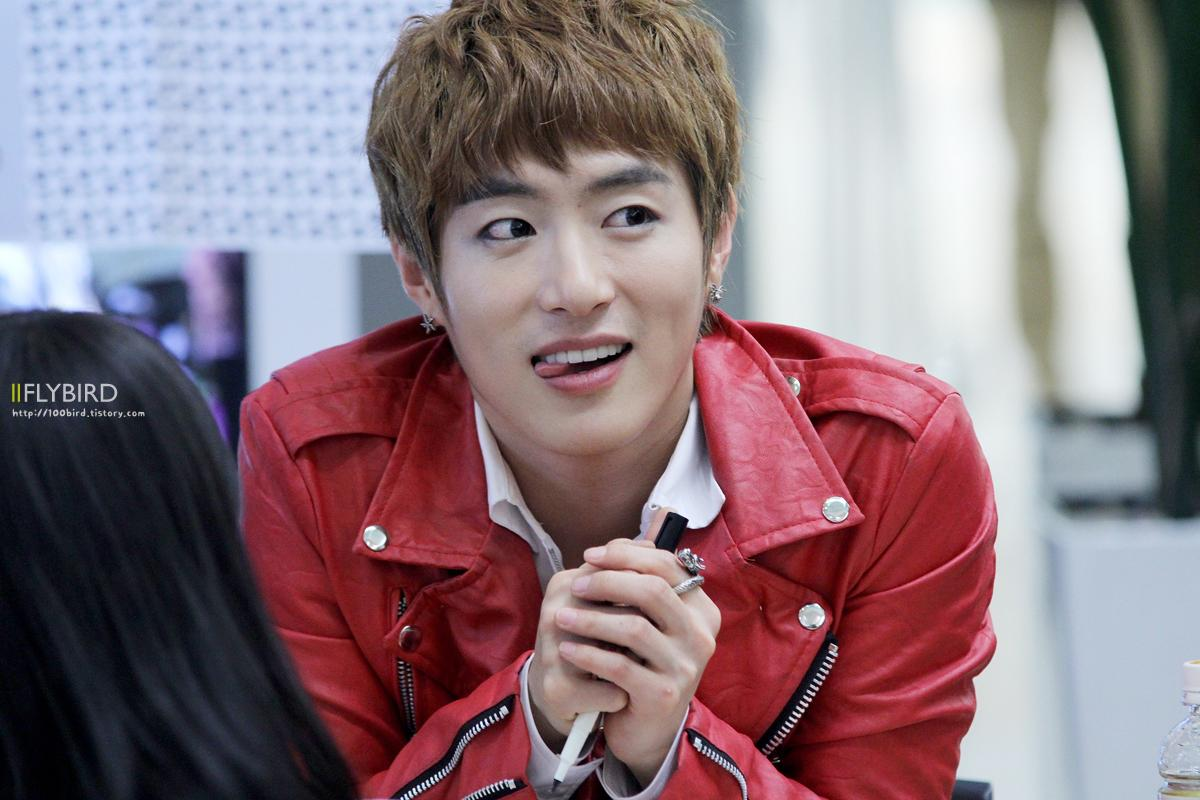
ソ・ミヌ／3月25日没

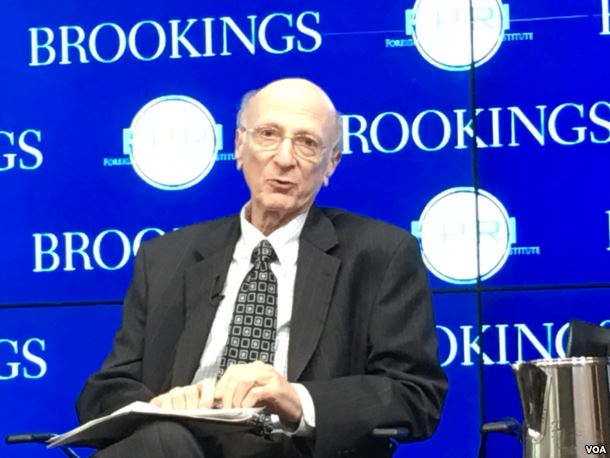
アラン・ロンバーグ／3月27日没

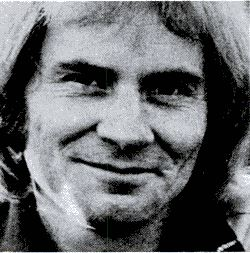
ケニー・オデル／3月28日没

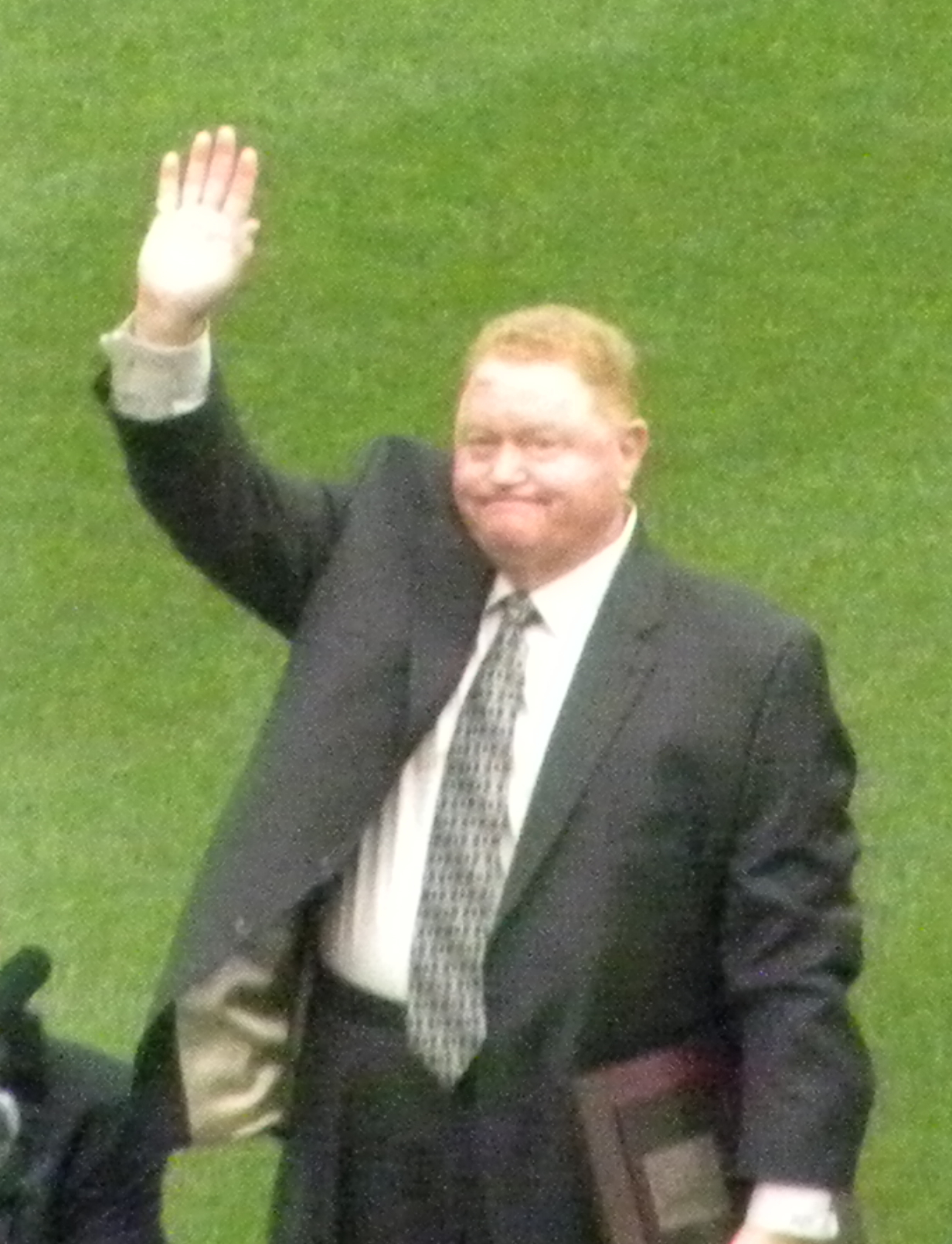
ラスティ・スタウブ／3月29日没

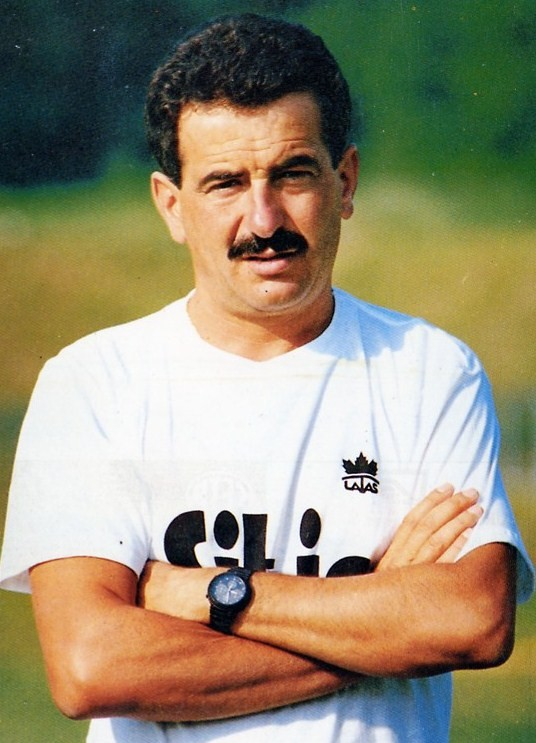
エミリアーノ・モンドニコ／3月29日没

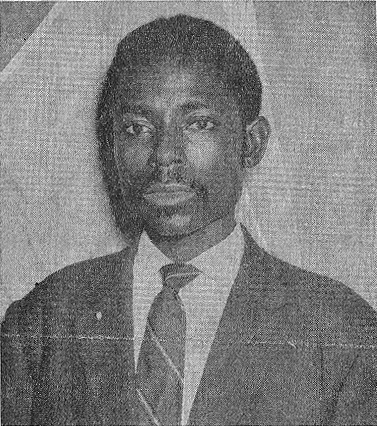
アンドレ・ボ＝ボリコ・ロコンガ／3月30日没

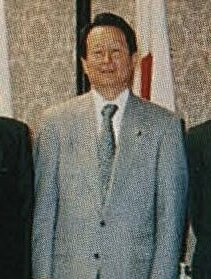
岡崎洋／3月31日没

- 3月16日 - 芙二三枝子、日本の舞踊家（* 1923年）[121]
- 3月16日 - チャールズ・ヤノフスキー、アメリカ合衆国の遺伝学者、スタンフォード大学教授（* 1925年）[122]
- 3月16日 - レイモンド・ウィルソン、イギリスの物理学者、望遠鏡光学設計者（* 1928年）[123]
- 3月16日 - マゴロウ・マルヤマ（英語版）（丸山孫郎）、日本出身のアメリカ合衆国の経営学者、ルンド大学教授（* 1929年）[124]
- 3月16日 - ラッセル・フリードマン（英語版）、アメリカ合衆国の伝記作家、児童文学者（* 1929年）[125]
- 3月16日 - 今永清二、日本の歴史学者、元県立広島女子大学学長（* 1931年）[126]
- 3月16日 - ビュエル・ネイドリンガー（英語版）、アメリカ合衆国のチェリスト、ベーシスト（* 1936年）[127]
- 3月17日 - 森市英、日本の政治家、元福島県北会津村長（* 1927年?）[128]
- 3月17日 - ファン・ヴァン・カイ、ベトナムの政治家、第5代首相（* 1933年）[129]
- 3月17日 - ジュヌヴィエーヴ・フォンタネル（フランス語版）、フランスの女優（* 1936年）[130]
- 3月17日 - 金田和洋、日本のバレエダンサー、バレエ指導者、日本バレエ協会業務執行理事（* 1951年?）[131]
- 3月17日 - 箭川修、日本の英文学者、東北学院大学教授（* 1959年）[132]
- 3月17日 - ヤン・アルノー（フランス語版）、フランスのシルク・ドゥ・ソレイユ所属曲芸師（* 1980年）[133]
- 3月18日 - ゲオルギー・モソロフ、ロシアのテストパイロット（* 1926年）[134]
- 3月18日 - バルカット・グーラド・ハマドゥー（英語版）、ジブチの政治家、元首相（* 1930年）[135]
- 3月18日 - 新堀俊明、日本のアナウンサー、ニュースキャスター、ジャーナリスト（* 1934年）[136]
- 3月18日 - 李敖、中華民国の作家、元立法委員（* 1935年）[137]
- 3月18日 - イレイン・ハーツバーグ（英語版）、アメリカ合衆国の家政婦、自動運転車による史上初の追突死亡事故犠牲者（* 1968年）[138]
- 3月18日 - キルジョイ（英語版）（フランク・プッチー）、アメリカ合衆国の歌手、ネクロファジア（英語版）メンバー（* 1969年）[139]
- 3月19日 - アーウィン・ホフマン、アメリカ合衆国の指揮者（* 1923年）[140]
- 3月19日 - 洛夫（中国語版）、中華民国の詩人（* 1928年）[141]
- 3月19日 - 町田三郎、日本の中国哲学研究者、九州大学名誉教授（* 1932年）[142]
- 3月19日 - 藪内紹智（藪内穆室）、日本の茶道家、藪内流第13代家元（* 1937年）[143]
- 3月19日 - モイシェ・ポストン（英語版）、カナダの西洋マルクス主義（英語版）歴史学者、哲学者、政治経済学者、シカゴ大学教授（* 1942年）[144]
- 3月19日 - ヴィクトル・エリン、ロシアの官僚、政治家、元ロシア連邦内務大臣、上級大将、ロシア連邦英雄（* 1944年）[145]
- 3月19日 - 井上洋一郎、日本の実業家、元ニチハ社長（* 1944年）[146]
- 3月19日 - 立川左談次、日本の落語家（* 1950年）[147]
- 3月19日 - 水谷元、日本の政治家、前三重県桑名市長（* 1956年）[148]
- 3月19日 - 原田弘光、日本の料理人、TVタレント（* 1962年）[149]
- 3月19日 - 青木裕、日本のミュージシャン、ギタリスト、downyメンバー（* 1970年）[150]
- 3月20日 - 石松安次、日本の政治家、元大分県日田市長（* 1924年）[151]
- 3月20日 - ピーター・G・ピーターソン（英語版）、アメリカ合衆国の実業家、財政家、第20代商務長官、元外交問題評議会会長・名誉会長（* 1926年）[152]
- 3月20日 - ウィリアム・スミス（英語版）、アメリカ合衆国のアマチュアレスリング選手、1952年ヘルシンキオリンピックフリースタイル・ウェルター級金メダリスト（* 1928年）[153]
- 3月20日 - フランク・アブルッチ、アメリカ合衆国の喜劇役者、『ゆかいなボゾ』演者（* 1929年）[154]
- 3月20日 - 石原武、日本の詩人、英文学者、翻訳家、文教大学名誉教授（* 1930年）[155]
- 3月20日 - 赤樫重幸、日本の政治家、元愛媛県内海村長（* 1931年?）[156]
- 3月20日 - 太宰仁三、日本の政治家、元愛媛県三間町長（* 1933年?）[157]
- 3月20日 - デヤン・ブラヴニチャル、スロベニアのヴァイオリニスト（* 1937年）[158]
- 3月20日 - 白石敬子、日本の声楽家（* 1945年）[159]
- 3月20日 - ピーター・“マーズ”・コーリング（英語版）、イギリスのベーシスト、パット・トラヴァーズ（英語版）・バンドメンバー（* 1946年）[160]
- 3月20日 - 竹内勤、日本の医師、国際感染症学者、慶應義塾大学名誉教授（* 1946年）[161]
- 3月20日 - 桂華淳祥、日本の東洋史学者、大谷大学名誉教授（* 1952年）[162]
- 3月20日 - ディラン・ミカ（英語版）、ニュージーランドのラグビー選手、元同国代表（* 1972年）[163]
- 3月20日 - 笹井一個、日本のイラストレーター（* 1975年）[164]
- 3月21日 - 吉田嘉清、日本の社会運動家、元原水爆禁止日本協議会代表理事（* 1926年）[165]
- 3月21日 - 小山田満月、日本の放送作家（* 1948年）[166]
- 3月21日 - 大沼明穂、日本の政治家、静岡県沼津市長（* 1959年）[167]
- 3月21日 - 大本萌景、日本のローカルアイドル、愛の葉Girlsメンバー（* 2001年）[168]
- 3月22日 - チャールズ・ラザラス、アメリカ合衆国の実業家、トイザらス創業者（* 1924年）[169]
- 3月22日 - 川添昭二、日本の歴史学者、九州大学名誉教授（* 1927年）[170]
- 3月22日 - 高橋司、日本の政治家、元秋田県大曲市長（* 1928年）[171]
- 3月22日 - モーガナ・キング（英語版）、アメリカ合衆国のジャズ歌手（* 1930年）[172]
- 3月22日 - 柳貞子、日本のスペイン歌曲歌手（* 1932年）[173]
- 3月22日 - 正木一郎、日本の競技かるた選手、永世名人（* 1932年、もしくは1933年）[174]
- 3月22日 - ウェイン・ハイゼンガー（英語版）、アメリカ合衆国の実業家、元フロリダ・マーリンズ・マイアミ・ドルフィンズ・フロリダ・パンサーズオーナー（* 1937年）[175]
- 3月22日 - 武居龍志、日本の政治家、元山口県周東町長（* 1943年?）[176]
- 3月22日 - レネ・オウセマン、アルゼンチンのサッカー選手、元サッカーアルゼンチン代表（* 1953年）[177]
- 3月22日 - 藤岡俊幸、日本の放送作家（* 1956年）[178]
- 3月22日 - ルイ・カムーカク、アメリカ合衆国の歴史家、HMS エレバス（英語版）発見者（* 1959年）[179]
- 3月23日 - 宇野茂樹、日本の学芸員、栗東歴史民俗博物館名誉館長、滋賀短期大学名誉教授、小槻大社宮司（* 1921年）[180]
- 3月23日 - デローリス・テイラー（英語版）、アメリカ合衆国の女優（* 1932年）[181]
- 3月23日 - フィリップ・カー、イギリスの推理作家（* 1956年）[182]
- 3月23日 - デュション・モニーク・ブラウン、アメリカ合衆国の女優（* 1968年）[183]
- 3月24日 - リス・アシア、スイスの歌手、第1回ユーロビジョン・ソング・コンテスト優勝者（* 1924年）[184]
- 3月24日 - ホセ・アントニオ・アブレウ、ベネズエラの音楽家、経済学者、エル・システマ創始者（* 1939年）[185]
- 3月24日 - 長澤英俊、日本の彫刻家（* 1940年）[186]
- 3月24日 - 太田正一、日本の詩人、ロシア文学者（* 1945年）[187]
- 3月24日 - デビー・リー・キャリントン（英語版）、アメリカ合衆国の女優、スタントウーマン（* 1959年）[188]
- 3月24日 - リム・バンナ、パレスチナのシンガーソングライター、人権活動家（* 1966年）[189]
- 3月25日 - リンダ・ブラウン、アメリカ合衆国の公民権運動活動家、ブラウン対教育委員会裁判原告（* 1942年もしくは1943年）[190]
- 3月25日 - 辻克彦、日本の労働衛生工学者、大阪府立大学名誉教授（* 1942年）[191]
- 3月25日 - マイク・ハリソン（英語版）、イギリスのミュージシャン、スプーキー・トゥースのメンバー（* 1945年）[192]
- 3月25日 - ソ・ミヌ、大韓民国の歌手、俳優、100%メンバー（* 1985年）[193]
- 3月25日 - 山下弘子、日本の闘病記著者（* 1992年）[194]
- 3月26日 - プロボステジョ（インドネシア語版）、インドネシアの実業家、スハルト異父弟（* 1930年）[195]
- 3月26日 - セルゲイ・マブロジ（ロシア語版）、ロシアの金融詐欺師、マルチ商法会社MMM（ロシア語版） 創立者（* 1932年）[196]
- 3月26日 - 菅野俊吾、日本の政治家、元岩手県陸前高田市長（* 1935年）[197]
- 3月26日 - ジーク・アップショー（英語版）、アメリカ合衆国のバスケットボール選手（* 1991年）[198]
- 3月27日 - 沖田雅輝、日本の競馬評論家、フジテレビ『競馬中継』元解説者（* 生年不明）[199]
- 3月27日 - ステファーヌ・オードラン、フランスの女優（* 1932年）[200]
- 3月27日 - アラン・ロンバーグ、アメリカ合衆国の外交官、元国務省東アジア・太平洋局日本部長（* 1938年）[201]
- 3月27日 - ビクトル・カラシニコフ（ロシア語版）、ロシアの銃器開発者、ミハイル・カラシニコフの息子（* 1942年）[202]
- 3月27日 - ケニー・オデル、アメリカ合衆国のカントリー・ミュージック歌手、ソングライター（* 1944年）[203]
- 3月28日 - リヴィア・レフ、ハンガリーのピアニスト（* 1916年）[204]
- 3月28日 - 貴音康、日本の長唄三味線方、貴音流家元（* 1920年）[205]
- 3月28日 - ピーター・ムンク（英語版）、ハンガリー出身のカナダの実業家、投資家、慈善活動家、バリック・ゴールド（英語版）創業者（* 1927年）[206]
- 3月28日 - ウジェーヌ・ファン・ロースブルック（オランダ語版）、ベルギーの自転車競技選手、1948年ロンドンオリンピック団体ロードレース金メダリスト（* 1928年）[207]
- 3月28日 - オレグ・アノフリエフ（ロシア語版）、ロシアの俳優、声優、作詞家、映画監督、詩人（* 1930年）[208]
- 3月28日 - 月亭可朝、日本の落語家、漫談家（* 1938年）[209]
- 3月28日 - クレマン・ロセ（フランス語版）、フランスの哲学者（* 1939年）[210]
- 3月28日 - カレブ・スコフィールド（英語版）、アメリカ合衆国のベーシスト、歌手、ケイブ・イン（英語版）メンバー、ゾゾブラ（英語版）リーダー（* 1979年）[211]
- 3月29日 - 大河原良雄、日本の外交官、元駐米大使（* 1919年）[212]
- 3月29日 - 紙谷良夫、日本の実業家、元黒崎窯業（現黒崎播磨）副社長、元九州国際大学理事長（* 1923年）[213]
- 3月29日 - ウィリアム・グラッドストン、イギリスの準男爵、パブリックスクール教師、スカウト運動指導者、イギリス首相・ウィリアム・グラッドストンの曾孫（* 1927年）[214]
- 3月29日 - 晝馬輝夫、日本の実業家、技術者、元浜松ホトニクス社長、光産業創成大学院大学創立者・理事長（* 1926年）[215]
- 3月29日 - ロバート・ベリー、イギリスの遺伝学者、博物学者、元ユニヴァーシティ・カレッジ・ロンドン学長（* 1934年）[216]
- 3月29日 - グリゴリー・フェイギン、ロシアのヴァイオリニスト（* 1937年）[217]
- 3月29日 - ラスティ・スタウブ、アメリカ合衆国の野球選手（* 1944年）[218]
- 3月29日 - アニータ・シュリーブ（英語版）、アメリカ合衆国の作家（* 1946年）[219]
- 3月29日 - エミリアーノ・モンドニコ、イタリアのサッカー選手・指導者（* 1947年）[220]
- 3月30日 - アレクサンドル・プィリツィン（ロシア語版）、ロシアの元軍人、元赤軍第8懲罰大隊指揮官、赤旗勲章・祖国戦争勲章・赤星勲章（* 1923年）[221]
- 3月30日 - アンナ・シェンノート（英語版）（陳香梅）、中華民国（現中華人民共和国）出身のアメリカ合衆国のジャーナリスト、実業家、ロビイスト、スパイ、クレア・リー・シェンノート夫人（* 1923年）[222]
- 3月30日 - 秋草鶴次、日本の元軍人、元海軍一等兵曹（* 1927年）[223]
- 3月30日 - ビル・メイナード（英語版）、イギリスのコメディアン、俳優（* 1928年）[224]
- 3月30日 - 権藤芳一、日本の古典芸能評論家（* 1930年）[225]
- 3月30日 - アウレリアーノ・ボロネージ（イタリア語版）、イタリアのボクサー、1952年ヘルシンキオリンピックライト級金メダリスト（* 1930年）[226]
- 3月30日 - P.S.アティヤ（英語版）、アメリカ合衆国の弁護士、法学者（* 1931年）[227]
- 3月30日 - スヴェン＝オロフ・ショーデリウス（英語版）、スウェーデンのカヌースプリント選手、1960年ローマ・1964年東京オリンピックカヤックペア1000m金メダリスト（* 1933年）[228]
- 3月30日 - マイケル・ツリー（英語版）、アメリカ合衆国のヴァイオリニスト（* 1934年）[229]
- 3月30日 - アンドレ・ボ＝ボリコ・ロコンガ、コンゴ民主共和国の政治家、元ザイール共和国国家第一委員（* 1934年）[230]
- 3月30日 - サバフディン・クルト（ボスニア語版）、ボスニア・ヘルツェゴヴィナの歌手（* 1935年）[231]
- 3月30日 - キース・マードック（英語版）、ニュージーランドのラグビー選手、元同国代表（* 1943年）[232]
- 3月30日 - 清水裕、日本の政治家、愛媛県大洲市長（* 1954年）[233]
- 3月30日 - エイリアス（英語版）、アメリカ合衆国のラッパー、音楽プロデューサー、アンチコン共同創業者（* 1976年）[234]
- 3月31日 - 8代目都家歌六、日本の落語家（* 1930年）[235]
- 3月31日 - 岡崎洋、日本の政治家、元神奈川県知事（* 1932年）[236]
- 3月31日 - 新崎盛暉、日本の歴史学者、評論家、沖縄大学名誉教授・学長（* 1936年）[237]
- 3月31日 - 吉田正高、日本の歴史学者、コンテンツ学研究者、東北芸術工科大学教授（* 1969年）[238]
- 3月31日 - 東家夢助、日本の落語家（* 1941年）[239]